# Nicolás María Rivero
Nicolás María Rivero (Morón de la Frontera, actual provincia de Sevilla, 6 de diciembre de 1814-Madrid, 5 de diciembre de 1878) fue un político y periodista español. Militante del Partido Democrático, perteneció al grupo de los «cimbrios». Fue alcalde de Madrid, presidente del Congreso de los Diputados y ministro de la Gobernación.

## Biografía
Nació en la provincia de Sevilla hacia 1814. Se ignora quiénes fueron sus padres biológicos, asunto realmente tortuoso y confuso, aunque, si se ha de creer a Mario Méndez Bejarano, que apunta los chismes que circularon al respecto, fue adoptado por unos humildes artesanos en una casa de expósitos de Morón: ella era la nodriza que lo amamantó, él el padre que le cedió su apellido. Sea como fuere, en los papeles aducidos para su matrimonio consta que fue nacido en Sevilla y sus padres, adoptivos o no, fueron Diego Rivero y Teresa Morón (este apellido pudo suscitar la confusión, también), aunque, según Méndez Bejarano, apenas podían subsistir trabajando con un telar y lo mandaron a pedir limosna desde los seis años; su medio hermano de adopción habría sido zapatero. También según Méndez Bejarano, buscando mejores oportunidades, la familia se trasladó de Morón a Sevilla.
Por su propio esfuerzo y gran tenacidad, aprendió allí a leer y escribir, y con la protección del cura paisano suyo, Juan Humanes (según Méndez Bejarano), se licenció en Medicina a los veinte años, asistiendo aún estudiante a los enfermos en la epidemia de cólera declarada en Sevilla (1833-1834). Sin embargo, habiendo notado que se le daba mejor la jurisprudencia, siguió luego la de Derecho, que concluyó en 1845. Esta fue la única que ejerció, en Sevilla y Madrid. Y tuvo que terminarla con grandes apuros económicos, ya que había sido despedido de un trabajo que alcanzó a tener como auxiliar en la Diputación al dar a conocer sus ideas liberales democráticas.
María Loreto Custodio y Armijo, una señora principal y muy pudiente de Écija, se enamoró de él y gracias a ese excelente matrimonio pudo salir elegido a finales de 1846 diputado por Écija del Partido Progresista dentro de su minoría demócrata. Destacó como jurisconsulto y orador, fue diputado en varias ocasiones y colaboró en la fundación del Partido Democrático en 1849, del que fue nombrado jefe. En la revolución de julio de 1854 fue arrestado en las barricadas de Madrid y conducido al Saladero. Liberado, fue nombrado gobernador de Valladolid. Intervino en las Cortes Constituyentes de 1855 representando a Valencia. Rivero denunció con energía el asesinato del candidato a Cortes en Murviedro por el Partido Demócrata, Tomás Bru, y fue elegido en su lugar; fue el único representante del Partido Demócrata en el Congreso de 1858 a enero de 1863, cuando Estanislao Figueras obtuvo también un escaño, y destacó especialmente por sus primeros discursos, en los que criticó con dureza la clausura de las Cortes del Bienio por parte de O'Donnell y atacó violentamente el presupuesto de la casa real; en una ocasión llegó a decir, señalando el trono:

Porque hay una cosa que aquí sobra: ¡Eso!
Nicolás María Rivero (Opisso, 1908, p. 204)

Jefe del recién nacido Partido Democrático, integrado entonces por José María Orense, Estanislao Figueras, Eduardo Ruiz Pons, Manuel Becerra, el conde de las Navas, Narciso Monturiol, Emilio Castelar, Cristino Martos etcétera, escribió en El Siglo (1848) y fundó en 1856 y dirigió La Discusión hasta 1864, en que le sustituyó Francisco Pi y Margall; en este periódico, órgano del Partido Demócrata, trabajaron Juan Pablo Nogués, José María Carrascón, Emilio Castelar -a quien Rivero sacó de La Soberanía, lo que le valió a Rivero una agria contienda con Sixto Cámara-, Vicente Romero Girón, Juan de Dios Mora, Roque Barcia, Roberto Robert y otros muchos acreditados escritores demócratas. En este trabajo no le faltaron peligros: fue retado a duelo de pistolas por el coronel Antonio Caballero de Rodas cuando su periódico denunció unos hechos ocurridos en un cuartel; a consecuencias de esto estuvo a las puertas de la muerte al ser herido gravemente en una ingle, pero aceptó plenamente las consecuencias como director a pesar de que el suelto había sido escrito por uno de sus periodistas, por más que este se había ofrecido a sustituirlo. Cuando hubo una revolución socialista en Loja acuadillada por el veterinario Rafael Pérez del Álamo, Rivero trabajó muchísimo para evitar la violenta represión del gobierno, lo que le ganó mucha popularidad. Sostuvo buenas relaciones con el jefe de la minoría conservadora, González Bravo. Castelar, que quería volar con alas propias, dejó el periódico en 1864 para fundar La Democracia y Rivero cedió la propiedad del periódico a Pi y Margall.

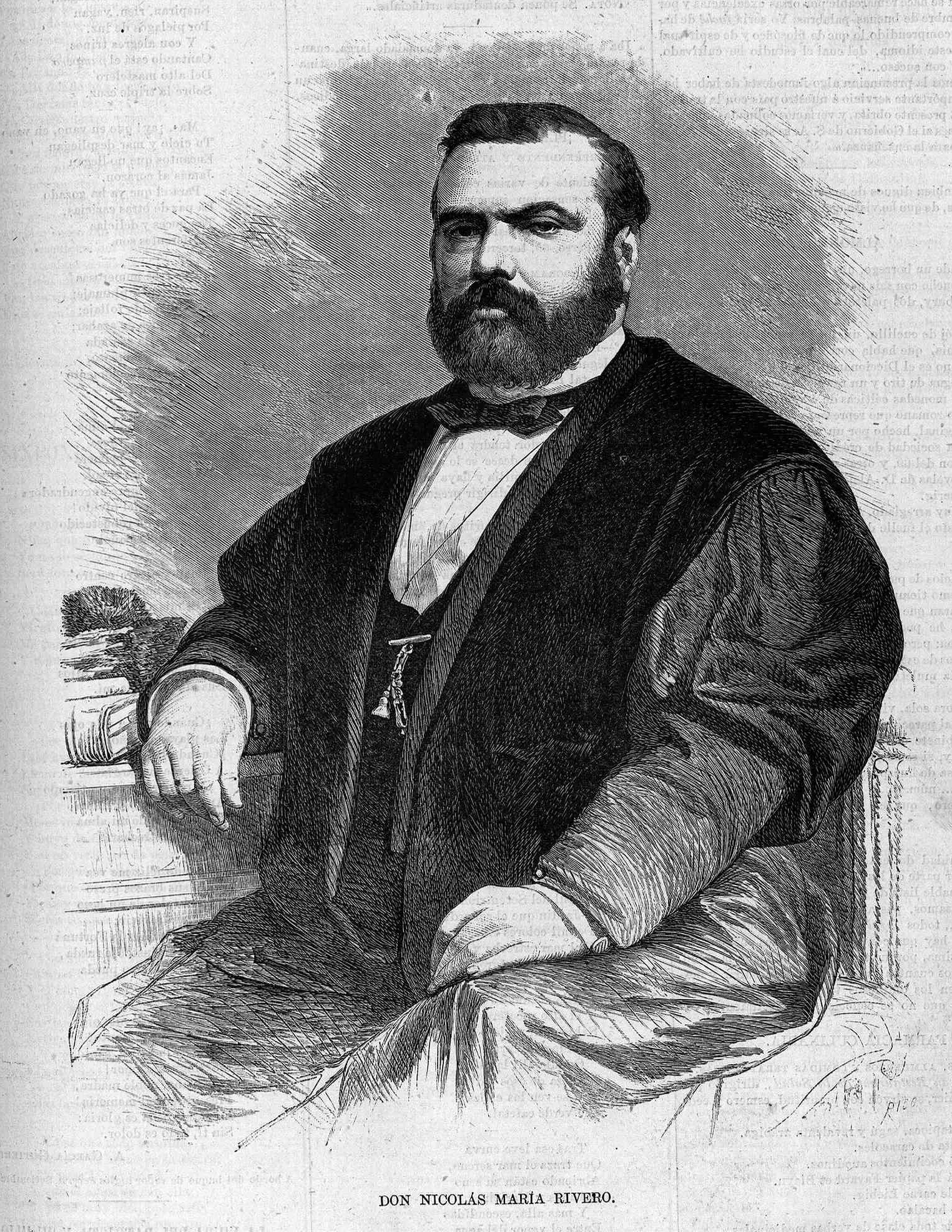
Nicolás María Rivero, en un grabado de Bernardo Rico para La Ilustración de Madrid, 27 de marzo de 1870.

Habiendo asumido otra vez la dirección de La Discusión, Rivero se implicó en la preparación de la intentona revolucionaria de junio de 1866 y combatió en la barricada de Antón Martín el día 22; fracasada la revuelta y perseguido por el gobierno, tuvo que emigrar y desde fuera de España figuró en la preparación de la Revolución de 1868. Triunfante esta, volvió a España y fue alcalde de Madrid (desde el 10 de octubre de 1868 al 10 de enero de 1870), el primero del Partido Demócrata, en cuyo cargo dio trabajo a los jornaleros y destacó como experto en deshacer revueltas, lo que le hizo perder gran parte de su popularidad; presidió sin embargo las Cortes Constituyentes de 1869 que elaboraron la Constitución sin declararse en ningún momento republicano. 
En 1870, entre el 9 de enero y el 25 de diciembre, ocupó el Ministerio de la Gobernación reprimiendo las revueltas sociales de los jornaleros y republicanos andaluces. Presidente del Congreso durante el reinado de Amadeo I, cuya candidatura al trono apoyó junto con Prim, al ser asesinado este impulsó la proclamación de la Primera República y codirigió la fracasada sublevación radical contra los federales en Madrid (23 de abril de 1873), por la que se tuvo que exiliar. Murió el 5 de diciembre de 1878.